# تكرير (لسانيات)
التكرير لغة: إعادة الشيء أكثر من مرة. واصطلاحًا: ارتعاد رأس اللسان عند النطق بالحرف، ولها حرف واحد؛ وهو الراء.